# Eugoa imposita
Eugoa imposita là một loài bướm đêm thuộc phân họ Arctiinae, họ Erebidae.